# William Powell
William Powell (Pittsburgh, Pennsilvània, 29 de juliol de 1892 − Palm Springs, Califòrnia, 5 de març de 1984) va ser un actor estatunidenc. Va ser un dels actors estel·lars de la MGM i va aconseguir la consagració gràcies al paper del detectiu Nick Charles en la sèrie dels Thin Man , al costat de Myrna Loy amb qui va aparèixer catorze vegades a la pantalla, formant un dels duos més populars.

## Biografia
William Horatio Powell, fill únic, va néixer a Pittsburgh, a Pennsilvània, el 28 de juliol de 1892. El 1907, es va traslladar amb la seva família a Kansas City (Missouri). Diplomat per la Central High School el 1912. Va començar la seva carrera sobre els escenaris el 1912 a Nova York i va afirmar a poc a poc el seu talent.
Van fer el seu començament en el cinema el 1922, al costat de John Barrymore a Sherlock Holmes. El 1924, va signar amb la Paramount un contracte que li va permetre interpretar diverses pel·lícules policíaques. Va aparèixer a The Dragnet de Josef von Sternberg i The Last Command.
Durant aquest període, William Powell va actuar en diverses comèdies i comèdies policíaques: Ladies' Man de Lothar Mendes, One Way Passage de Tay Garnett, El cas de l'assassinat al Club Caní de Michael Curtiz i Fashions of 1934 de William Dieterle. Divorciat d'Eileen Wilson des de 1930, es va casar amb Carole Lombard el 1931. Una unió que portarà a un nou divorci el 1933.

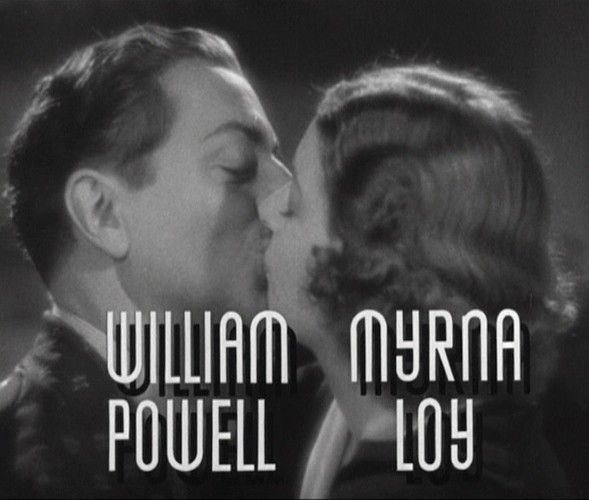
William Powell i Myrna Loy a After the thin Man

El 1934, va ser davant de Clark Gable i Myrna Loy a (Manhattan melodrama). El mateix any a The Thin Man, una comèdia policíaca de W.S. Van Dyke, segons una novel·la de Dashiell Hammett on va interpretar el paper del detectiu Nick Charles al costat de Myrna Loy que va interpretar el paper de la seva esposa Nora Charles. La pel·lícula va ser un èxit immens i va revelar el talent de l'actor en el registre de la comèdia. Amb Myrna Loy, va formar una de les parelles més populars a la pantalla i va aparèixer amb ella, en total, a catorze pel·lícules de les quals sis de la sèrie dels Thin Man . En efecte, l'èxit d'aquesta pel·lícula va donar lloc a cinc altres pel·lícules amb el duo. A la pantalla, la seva alquímia va ser tan perfecta que el públic va creure que els dos actors estaven realment casats.
El mateix any la va trobar a Evelyn Prentice de William K. Howard. Durant la tardor 1935, la MGM va provar de reunir el duo a Whipsaw. Per una indisponibilitat de William Powell, la producció el va reemplaçar per Spencer Tracy. El mateix any, va interpretar a Reckless de Victor Fleming amb Jean Harlow. Els dos actors s'enamoren. William Powell va viure una història d'amor intensa amb l'actriu.
Va retrobar Myrna Loy el 1936 a The Great Ziegfeld, on va interpretar el paper de Florenz Ziegfeld, el famós productor americà i Libeled Lady amb un cartell prestigiós Jean Harlow-William Powell-Myrna Loy-Spencer Tracy . La pel·lícula és també un encreuament amorós on les parelles a la pantalla - Powell-Loy i Tracy-Harlow - es barrejaven fora del rodatge. Darrere les càmeres William Powell i Jean Harlow, que s'havien promès, van viure una relació amorosa; mentre que Spencer Tracy aprofitava les llums apuntades a l'altra parella per anar al llit amb Myrna Loy.
L'any següent, William Powell va ser colpejat per un drama: la seva promesa Jean Harlow va morir a conseqüència d'una malaltia. Adornarà amb flors la seva tomba i continuarà estant marcat per aquest esdeveniment. Va continuar la seva carrera cinematogràfica i va continuar la sèrie dels Thin Man : After the thin Man (1936), Another Thin Man (1939) - i d'altres comèdies.
A partir d'aquest període, la carrera de William afluixa. El 1940, es va casar amb l'actriu Diana Lewis. La parella va continuar estant unida fins a la mort de l'actor. Va tancar la sèrie dels Thin Man  amb Shadow of the Thin Man (1941), The Thin Man Goes Home (1944) i Song of the Thin Man (1947). Aquesta última pel·lícula marca definitivament la fi de la col·laboració William Powell-Myrna Loy  a la pantalla.
Va actuar encara en pel·lícules com Ziegfeld Follies i (1946) de Vincente Minnelli, La vida amb el pare (1947) de Michael Curtiz, It's a Big Country (1951) de Charles Vidor, How to Marry a Millionaire (1953) de Jean Negulesco i Mister Roberts (1955) de John Ford. Al final d'aquesta pel·lícula, es va jubilar.
William Powell va morir el 5 de març de 1984 a Palm Springs (Califòrnia).

## Vida personal
William Powell va estar casat tres vegades :
- Eileen Wilson (1915-1930), de qui es va divorciar i amb qui va tenir un fill
- Carole Lombard (1931-1933), de qui es va divorciar
- Diana Lewis (1940-1984), fins a la mort de l'actor

## Filmografia (actor)
- 1922: Sherlock Holmes d'Albert Parker
- 1922: When Knighthood Was in Flower de Robert G. Vignola
- 1923: Under the Red Robe d'Alan Crosland
- 1924: Dangerous Money de Frank Tuttle
- 1924: Romola de Henry King
- 1925: The Beautiful City de Kenneth S. Webb
- 1926: Aloma of the South Seas de Maurice Tourneur
- 1926: Sea Horses d'Allan Dwan
- 1926: Beau Geste de Herbert Brenon
- 1926: Tin Gods d'Allan Dwan
- 1926: El gran Gatsby (The Great Gatsby) de Herbert Brenon
- 1927: Time to Love de Frank Tuttle
- 1927: Paid to Love de Howard Hawks
- 1928: The Last Command de Josef von Sternberg
- 1928: The Dragnet de Josef von Sternberg
- 1929: The Canary Murder Case de Malcolm St. Clair i Frank Tuttle
- 1929: The Four Feathers  co-dirigida amb Merian C. Cooper, Ernest B. Schoedsack i Lothar Mendes
- 1929: The Greene Murder Case de Frank Tuttle
- 1930: Street of Chance de John Cromwell
- 1930: The Benson Murder Case de Frank Tuttle
- 1930: Paramount on Parade, pel·lícula d'esquetxos, dirigida entre altres per Ernst Lubitsch, Edmund Goulding, Frank Tuttle, etc.
- 1931: Man of the World de Richard Wallace
- 1931: Ladies' Man de Lothar Mendes
- 1932: One Way Passage de Tay Garnett amb Kay Francis
- 1933: Private Detective 62 de Michael Curtiz amb Margaret Lindsay
- 1933: El cas de l'assassinat al Club Caní (The Kennel Murder Case) de Michael Curtiz amb Mary Astor
- 1934: Fashions of 1934 de William Dieterle amb Bette Davis
- 1934: Manhattan Melodrama de W.S. Van Dyke amb Clark Gable i Myrna Loy
- 1934: The Thin man de W.S. Van Dyke amb Myrna Loy
- 1934: Evelyn Prentice de William K. Howard amb Myrna Loy
- 1935: Star of Midnight de Stephen Roberts
- 1935: Reckless de Victor Fleming amb Jean Harlow
- 1935: Rendezvous film de William K. Howard
- 1936: The Great Ziegfeld de Robert Z. Leonard amb Myrna Loy
- 1936: The Ex-Mrs. Bradford de Stephen Roberts amb Jean Arthur
- 1936: Libeled Lady de Jack Conway amb Jean Harlow i Myrna Loy
- 1936: After the thin Man de W.S. Van Dyke amb Myrna Loy
- 1936: My Man Godfrey de Gregory La Cava amb Carole Lombard
- 1937: The Last of Mrs Cheyney de Richard Boleslawski
- 1937: The Emperor's Candlesticks de George Fitzmaurice
- 1937: Double Wedding de Richard Thorpe amb Myrna Loy
- 1938: The Baroness and the Butler de Walter Lang amb Annabella
- 1939: Another Thin Man de W.S. Van Dyke amb Myrna Loy
- 1940: I Love You Again de W.S. Van Dyke amb Myrna Loy
- 1941: Love Crazy de Jack Conway
- 1941: Shadow of the Thin Man de W.S. Van Dyke amb Myrna Loy
- 1942: Crossroads de Jack Conway amb Hedy Lamarr
- 1944: The Heavenly Body d'Alexander Hall amb Hedy Lamarr
- 1945: The Thin Man Goes Home de Richard Thorpe amb Myrna Loy
- 1946: Ziegfeld Follies de Vincente Minnelli
- 1946: The Hoodlum Saint de Norman Taurog amb Esther Williams
- 1947: La vida amb el pare (Life with Father) de Michael Curtiz amb Elizabeth Taylor i Irene Dunne
- 1947: Song of the Thin Man d'Edward Buzzell amb Myrna Loy
- 1947: The Senador Was Indiscreet de George S. Kaufman
- 1948: Mr. Peabody and the Mermaid de Irving Pichel amb Ann Blyth
- 1949: Take One False Step de Chester Erskine amb Shelley Winters
- 1949: Dancing in the Dark d'Irving Reis
- 1951: It's a Big Country de Charles Vidor
- 1952: The Treasure of Lost Canyon de Ted Tetzlaff
- 1953: The Girl Who Had Everything de Richard Thorpe amb Elizabeth Taylor
- 1953: How to Marry a Millionaire de Jean Negulesco amb Marilyn Monroe, Lauren Bacall i Betty Grable,
- 1955: Escala a Hawaii (Mister Roberts) de John Ford, Mervyn LeRoy i Joshua Logan amb Henry Fonda, James Cagney i Jack Lemmon

## Premis i nominacions

### Nominacions
- 1935. Oscar al millor actor per The Thin Man
- 1937: Oscar al millor actor per My Man Godfrey
- 1948: Oscar al millor actor per La vida amb el pare

Una estrella al passeig de la Fama de Hollywood.